# Cophogryllus
Cophogryllus is een geslacht van rechtvleugeligen uit de familie krekels (Gryllidae). De wetenschappelijke naam van dit geslacht is voor het eerst geldig gepubliceerd in 1877 door Saussure.

## Soorten
Het geslacht Cophogryllus omvat de volgende soorten:
- Cophogryllus albipalpus Saussure, 1877
- Cophogryllus americanus Chopard, 1954
- Cophogryllus angustus Chopard, 1928
- Cophogryllus bodenklossi Chopard, 1929
- Cophogryllus boromensis Brancsik, 1897
- Cophogryllus brevicauda Karny, 1910
- Cophogryllus brevipes Chopard, 1933
- Cophogryllus brunneri Chopard, 1969
- Cophogryllus brunneus Chopard, 1928
- Cophogryllus carli Chopard, 1933
- Cophogryllus delalandi Saussure, 1877
- Cophogryllus fasciatus Walker, 1869
- Cophogryllus fulvus Chopard, 1927
- Cophogryllus kivuensis Chopard, 1951
- Cophogryllus kuhlgatzi Karny, 1908
- Cophogryllus maculatus Chopard, 1955
- Cophogryllus maindroni Chopard, 1928
- Cophogryllus niger Chopard, 1930
- Cophogryllus ornatus Chopard, 1928
- Cophogryllus parvipennis Chopard, 1963
- Cophogryllus pietersburgi Gorochov & Mostovski, 2008
- Cophogryllus sacalava Brancsik, 1897
- Cophogryllus simonsi Otte, 1987
- Cophogryllus zoutpansbergi Otte, 1987